# Brisingamen

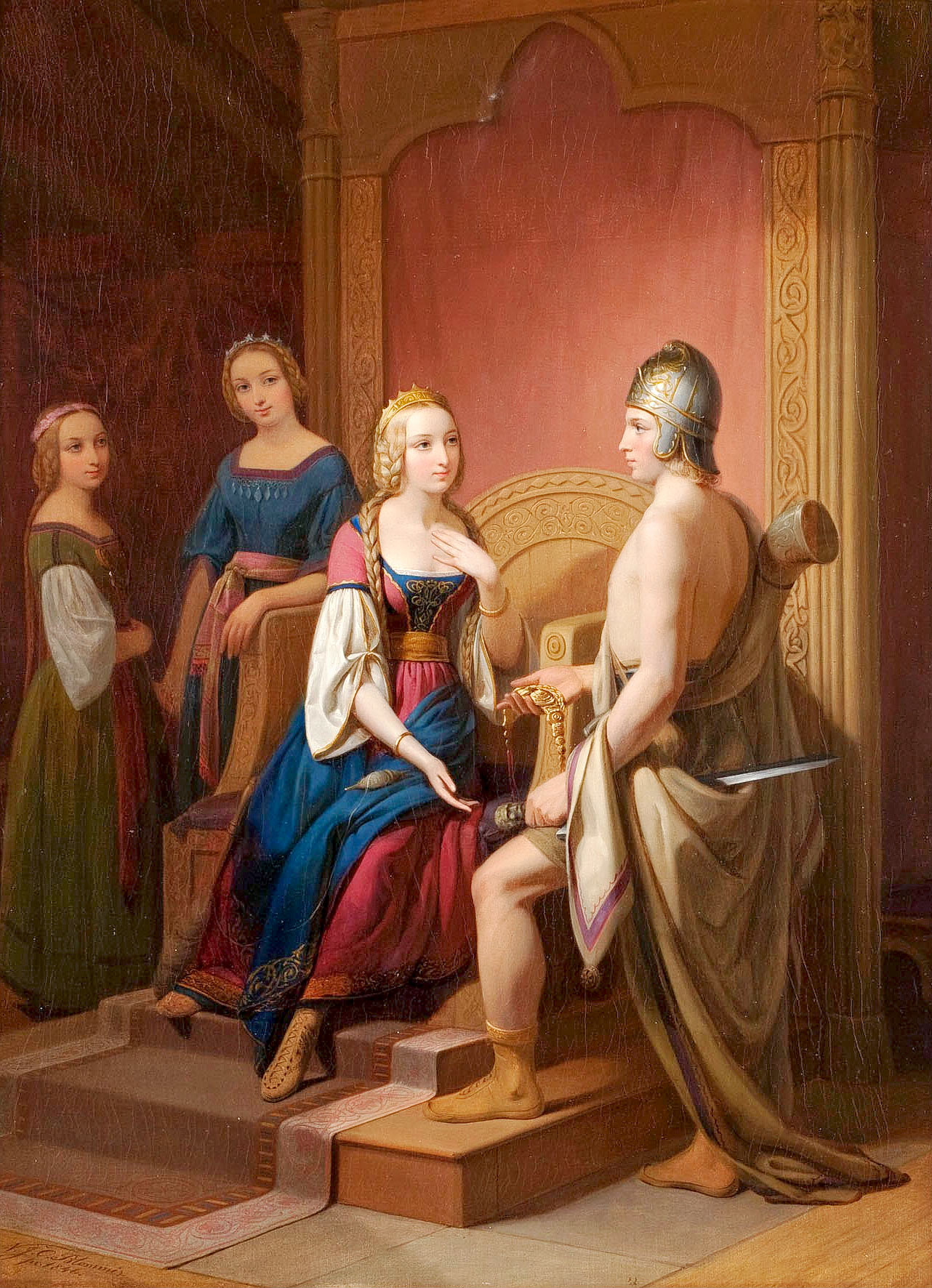
Nils Blommér: Heimdall visszaadja a nyakéket Freyjának

Brisingamen (jelentése: „tűzékszer”) Freyja nyakéke a skandináv mitológiában. Az ékszer a világon a legszebb, és négy törpe készítette, Alfrik, Berling, Dvalin és Grer. Fizetségnek azt kérték (és kapták), hogy Freyja töltsön mindegyikkel egy-egy éjszakát.
Loki egyszer ellopja a nyakéket, de Heimdall megverekszik vele és visszaszerzi azt Freyjának. Amikor Thor elmegy Freyja helyett az óriás Trymhez, hogy teljessé tegye az álruháját, Freyja tollruháját viseli és a nyakéket is. Tandori Dezső úgy fordította az Eddában, hogy a "Bríszingek becses nyakéke".

## Fordítás
- Ez a szócikk részben vagy egészben  a   Brisingasmycket című svéd Wikipédia-szócikk fordításán alapul.  Az eredeti cikk szerkesztőit annak laptörténete sorolja fel. Ez a jelzés csupán a megfogalmazás eredetét és a szerzői jogokat jelzi, nem szolgál a cikkben szereplő információk forrásmegjelöléseként.
- Ez a szócikk részben vagy egészben  a   Brísingamen) című angol Wikipédia-szócikk fordításán alapul.  Az eredeti cikk szerkesztőit annak laptörténete sorolja fel. Ez a jelzés csupán a megfogalmazás eredetét és a szerzői jogokat jelzi, nem szolgál a cikkben szereplő információk forrásmegjelöléseként.